# Kanton Carbon-Blanc
Carbon-Blanc is een voormalig kanton van het Franse departement Gironde. Het kanton maakte deel uit van het arrondissement Bordeaux. Het kanton werd opgeheven bij decreet van 20 februari 2014, met uitwerking op 22 maart 2015. Alle gemeenten werden overgedragen naar het nieuw opgerichte kanton La Presqu'île

## Gemeenten
Het kanton Carbon-Blanc omvatte de volgende gemeenten:
- Ambarès-et-Lagrave
- Carbon-Blanc (hoofdplaats)
- Sainte-Eulalie
- Saint-Loubès
- Saint-Sulpice-et-Cameyrac
- Saint-Vincent-de-Paul